# Phygadeuon zapotecus
Phygadeuon zapotecus är en stekelart som beskrevs av Cresson 1874. Phygadeuon zapotecus ingår i släktet Phygadeuon och familjen brokparasitsteklar. Inga underarter finns listade i Catalogue of Life.